# Sajó
Sajó (ungarisch) bzw. Slaná (slowakisch; deutsch selten die Salz, Salza oder Salzbach) ist ein etwa 230 km langer Fluss in der mittleren Slowakei und im nordöstlichen Ungarn. Er fließt in südöstlicher Richtung zur Theiß – die den Großteil Ungarns und Rumäniens entwässert – und nimmt unter den slowakischen Flüssen etwa den fünften Rang ein (unter jenen von Ungarn einen geringeren).
Der Fluss entspringt in der Stolické vrchy (Teil des Slowakischen Erzgebirges) bei der Stadt Dobšiná und fließt in der Slowakei in südlicher Richtung durch die Städte Rožňava und Tornaľa zur ungarischen Grenze. Bei der Grenzgemeinde Lenartovce nimmt die Slaná ihren größten slowakischen Zufluss, die Rimava, auf.
Bei Putnok verlässt der nun gemächlichere Fluss die Slowakei und tritt in das Gebiet des Nördlichen Ungarischen Mittelgebirges ein. In Ungarn heißt der Fluss Sajó. Er durchfließt die Städte Kazincbarcika und Sajószentpéter (St. Peter am Sajo), deren geringe Meereshöhe von etwa 130 Meter an die nahe Große Ungarische Tiefebene erinnert. Nach einer abwechslungsreichen Passage des 960 m hohen Bükk-Gebirges kommt schließlich die regionale Haupt- und Universitätsstadt Miskolc in Sicht. Hier hat eine traditionsreiche Bergbaufakultät ihren Sitz.
Wenige Kilometer weiter vereinigen sich der Fluss mit dem etwa gleich großen Hernád (slowakisch Hornád) und mäandriert nun in mehreren Schlingen dem beherrschenden Strom der Theiß (ungarisch Tisza) zu. Zu deren Einzugsgebiet von 160.000 km² (fast die doppelte Fläche Ungarns) tragen Sajó und Hernád etwa ein Zehntel bei.

## Umweltkatastrophe 2022
Mitte Februar 2022 wurde eine orangerote Verfärbung des Wassers im slowakischen Teil des Flusses  festgestellt, die sich über eine Länge von 40 Kilometern erstreckte. Eine Untersuchung ergab, dass die Verschmutzung durch kontaminiertes Wasser aus dem stillgelegten Werk einer Eisenerzmine in Nižná Slaná verursacht wurde. Die zweitgrößte Eisenerzmine des Landes wurde 2008 geschlossen und das Wasser wurde aus der Mine nicht mehr abgepumpt. Das stark verunreinigte Wasser lief nun mittlerweile direkt in den Fluss und die zulässigen Grenzwerte für Eisen, Mangan, Nickel, Arsen und Antimon im Wasser wurden stark überschritten. Zudem wurden noch erhebliche Mengen an Schwefel in das Wasser eingebracht. Der Zustand war nach vier Wochen unverändert.
Maßnahmen der Behörden verzögerten sich durch Zuständigkeitsstreitigkeiten. Die Verschmutzung des Flusses ging im Mai 2022 zwar etwas zurück, als die abfließende Grubenwassermenge um ein Fünftel reduziert werden konnte, dennoch gelangten weiterhin täglich mehrere Tonnen Schadstoffe in den Fluss.
Im Juni 2022 richteten drei Mitglieder des Europäischen Parlaments eine Anfrage an die Europäische Kommission, inwieweit diese und ihre zuständigen Dienststellen über die Umweltkatastrophe informiert seien, welche Maßnahmen die Kommission ergreifen kann, um die Verschmutzung zu stoppen und die Schäden zu beheben, und ob es eine Untersuchung geben werde, die Gründe für die Verzögerung von Maßnahmen seitens der nationalen Behörden zu klären und zu beurteilen, ob diese angemessen gehandelt haben.
Am 19. Juli 2022 besuchte die slowakische Staatspräsidentin Zuzana Čaputová den Ort der Umweltkatastrophe und drängte darauf, dass der Notstand ausgerufen werden solle, da das giftige Grubenwasser die Tierwelt im Fluss vollständig zerstöre. Einen Tag später rief die Regierung den Notstand in drei Bezirken entlang des Flusses aus. Der Notstand betraf die Bezirke Okres Rožňava, Okres Revúca und Okres Rimavská Sobota. Das Ziel war, die erforderlichen Maßnahmen ergreifen zu können, um eine weitere Verschlechterung der Wasserqualität zu verhindern und die Folgen der durch die Wasserverschmutzung verursachten Schäden zu mildern.
Auch 2023 konnte die weitere Verschmutzung des Flusses bisher nicht vollständig gestoppt werden und es gilt unverändert der Notstand in den drei Bezirken entlang des Flusses. Einer groben Schätzung zufolge sollen sich die Kosten für die Beseitigung der Schäden auf 6,2 Millionen Euro belaufen. Diese Kosten sollen von den Ministerien für Umwelt, Gesundheit und Wirtschaft getragen werden. Geplant sind eine Betoninjektion in die stillgelegte Eisenerzmine, um eine weitere Verschmutzung des Flusses zu verhindern, sowie die Beseitigung des kontaminierten Sediments im Flussbett.

## Einzelnachweise

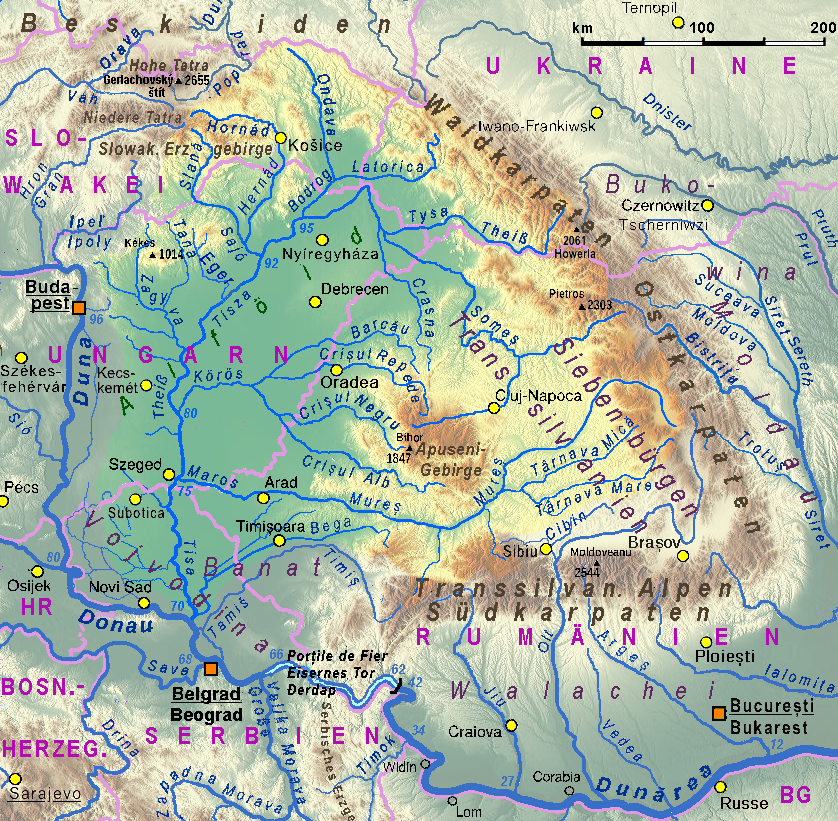
Die Sajó/Slaná im Einzugsgebiet der Theiß